# Alexandre Bisson

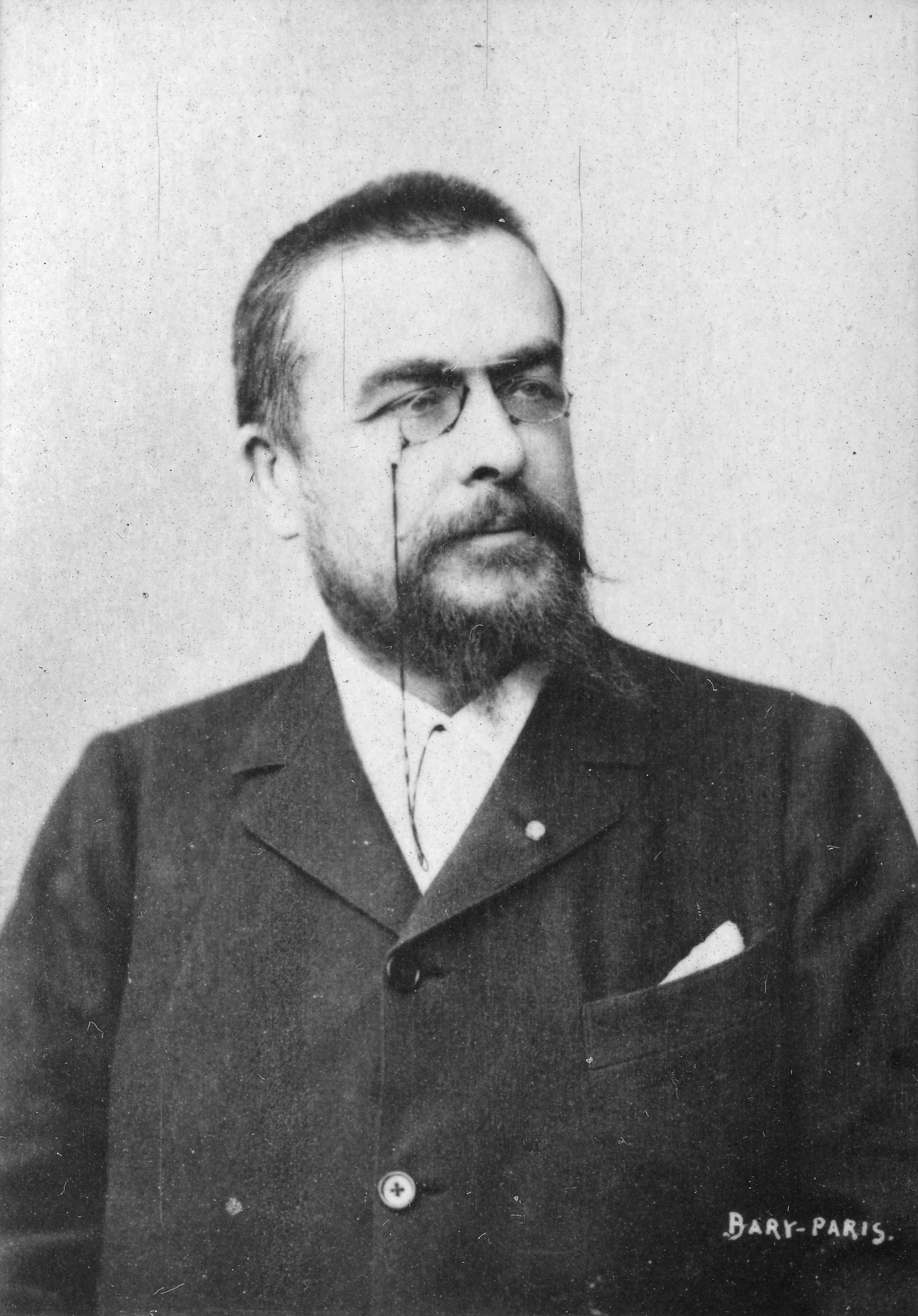
Alexandre Bisson.

Alexandre Charles Auguste Bisson, född 9 april 1848 i Briouze, död 27 januari 1912, var en fransk lustspelsförfattare.
Bisson har skrivit en rad kvicka och välbyggda lustspel, av vilka flera med stor framgång uppförts även i Sverige, bland annat Duvals skilsmässa och Generaldirektören. Han melodramatiska bravurstycke Madame X ("Den okända") blev en världssuccé.